# Pozo de los Indios
Pozo de los Indios o Kilómetro 101 es una localidad argentina ubicada en el Departamento Vera de la Provincia de Santa Fe. Se encuentra a 11 km al oeste de Garabato, con la cual se comunica por la ruta Provincial 98S. Pozo de los Indios depende de Garabato administrativamente.
Cuenta con servicio de agua potable. Hay un matadero que abastece a la localidad.
La fiesta del patrono San Cayetano se festeja con un festival popular.

## Población
Cuenta con 440 habitantes (Indec, 2010), lo que representa un descenso del 12% frente a los 500 habitantes (Indec, 2001) del censo anterior.